# Maria Appel Nissen
Maria Appel Nissen (født 1971) er professor i socialt arbejde ved Aalborg Universitet. Hun blev kandidat i Kommunikation og Sociologisk Samfundsanalyse i 2000 ved Aalborg Universitet. Også ved Aalborg Universitet fik hun i 2005 tildelt sin Ph.d. i sociologi. Inden hun blev ansat på universitet i 2001, var hun selvstændig konsulent i socialt arbejde i seks år og ansat ved Aalborg Kommune i et år. Maria Appel Nissen har i de seneste 20 år bidraget til udvikling af bachelor-, master- og kandidatuddannelser i socialt arbejde på Aalborg Universitet og har siden 2017 været studienævnsformand for Socialrådgiveruddannelsen. Hun er forskningsleder af Shaping concepts, practices and advances in social work (SCOPAS). Maria Appel Nissens forskning bidrager til udvikling af social arbejdes vidensformer og praksisser i samfundet gennem kombination af dybdegående studier i praksis og begrebs- og teoriudvikling i tæt dialog med praktikere og beslutningstagere på feltet. Hun har været medlem af bestyrelsen for European Social Work Research Association (2014-2016) og ledende redaktør for tidsskriftet Nordic Social Work Research (2016-2019).

## Projekter
Maria Appel Nissen har været leder af en række forskningsprojekter. 
Udvalgte er:
- Menneskesyn i socialt arbejde: Velfærdspolitikker, teknologier og viden om mennesket (2014-2019, støttet af VELUX og WILLUM fondene)[4]
- Does social work care? Exploring relational, emotional and embodied practices of social services for vulnerable children and their families (2018-2022, støttet af Danmarks Frie Forskningsråd)
- Samvær: Støtte og bæredygtig udvikling i udsatte børns hverdagsliv (2023-2026, støttet af Veluxfondenes Humpraxis).

## Publikationer
Maria Appel Nissen har udgivet en række bøger samt engelske artikler og bogkapitler. 
Udvalgte danske publikationer ses nedenfor:
- Nissen, M. A. (2005) ”Behandlerblikket”[6]
- Nissen, M. A., Pringle, K., & Uggerhøj, L. (red.) (2007). Magt og forandring i socialt arbejde. Akademisk Forlag.
- Nissen, M. A. (2010). Nye horisonter i socialt arbejde: en refleksionsteori. Akademisk Forlag.
- Harder, M., & Nissen, M. A. (red.) (2011). Helhedssyn i Socialt Arbejde. Akademisk Forlag.
- Harder, M., & Nissen, M. A. (red.) (2015). Socialt arbejde i en foranderlig verden. Akademisk Forlag.
- Nissen, M., Fallov, M. A. og Ringø, P. (red.) Menneskesyn i socialt arbejde. Om udviklingen af det produktive menneske. Akademisk Forlag.